# Jamie Hampton
Jamie Lee Hampton (Frankfurt na Majni, 8. siječnja 1990.) američka je profesionalna tenisačica.

## Životopis
Hampton je rođena u Njemačkoj gdje je njezin otac radio u američkoj vojnoj bazi. Majka joj je iz Južne Koreje. Nakon što se obitelj preselila u SAD, Hampton je s 8 godina počela trenirati tenis.
Do danas ima 5 ITF naslova u pojedinačnoj konkurenciji i isto toliko u konkurenciji parova. Plasman karijere, 25. mjesto na WTA ljestvici, ostvarila je u lipnju 2013. godine nakon ulaska u finale Eastbournea. Na tom je turniru pobijedila dvije Top 10 igračice, Agnieszku Radwańsku i Caroline Wozniacki.
Najbolji rezultat na Grand Slam turnirima ubilježila je 4. kolom Roland Garrosa 2013.; nakon što je u trećem kolu izbacila favoriziranu Petru Kvitovu, poražena je od Jelene Janković.

## Rezultati na Grand Slam turnirima
| Grand Slam      | 2010. | 2011. | 2012. | 2013. |
| --------------- | ----- | ----- | ----- | ----- |
| Australian Open | -     | 1k    | 2k    | 3k    |
| Roland Garros   | -     | -     | 1k    | 4k    |
| Wimbledon       | -     | -     | 2k    | 1k    |
| US Open         | 1k    | 1k    | 1k    |       |

## Plasman na WTA ljestvici na kraju sezone
| 2006. | 2007. | 2008. | 2009. | 2010. | 2011. | 2012. | 2013. |
| ----- | ----- | ----- | ----- | ----- | ----- | ----- | ----- |
| 757.  | 591.  | 628.  | -     | 136.  | 137.  | 71.   |       |

## Vanjske poveznice
- Profil na stranici WTA Toura (engl.)